# Friedhofskapelle (Bützow)
Die Friedhofskapelle (auch: Gottesackerkapelle, Friedhofskirche) ist eine im Stil der Neugotik gebaute denkmalgeschützte Kapelle auf dem Friedhof der Evangelischen Kirchengemeinde in Bützow im Landkreis Rostock.

## Geschichte
Im Verlauf des 19. Jahrhunderts nahm die Praxis, Trauer- und Bestattungszeremonien im Wohnhaus oder vor Ort abzuhalten, stetig ab. Dies führte zur dringenden Notwendigkeit, spezielle Räumlichkeiten für die Durchführung von Bestattungsfeiern zu schaffen. In diesem Kontext beauftragte die Evangelisch-lutherische Gemeinde im Jahr 1906 den Oberlandbaumeister Adolph Prahst, der für die Ämter Bützow und Warin zuständig war, mit dem Neubau einer Friedhofskirche. Das eindrucksvolle Bauwerk wurde am 18. November 1907 feierlich eingeweiht.

## Architektur

### Außen
Die Kapelle erscheint als ein einstöckiger Bau mit einem markanten, steilen Zeltdach. Ihre Außenwände sind aus rot-weißen Kalksandsteinmauerwerk gestaltet. An der West- und Ostseite ragen jeweils zwei Risalite hervor, die dem sonst quadratischen Grundriss zusätzliche Dynamik verleihen. Ein rotes Sockel-, Traufgesims sowie Eck- und Mittellisenen umrahmen die zurückliegenden, weißen Kalksandsteinflächen im Format 1/4-Stein. An der Nord- und Südseite befinden sich in der Mitte jeweils zwei eleganten, bleiverglaste  Rundbogenfenster, während die Risalite mit einem Rundbogenfenster im Osten und im bekrönten Eingangsrisalit mit einer zweiflügeligen, rundbogigen Portaltür im Westen ausgestattet sind. Das weiß verblendete Giebelfeld des Risalits wird von einer Inschriftentafel sowie einem Terrakotta-Medaillon geschmückt, das den Kopf Christi darstellt.

#### Terrakotta-Medaillon
Als Vorlage für das Medaillon diente die vom dänischen Bildhauer Bertel Thorvaldsen 1839 erschaffene Christus-Statue in der Liebfrauenkirche von Kopenhagen. Thorvaldsen ließ sich bei der Statue von dem Gemälde Die klugen und die törichten Jungfrauen inspirieren.

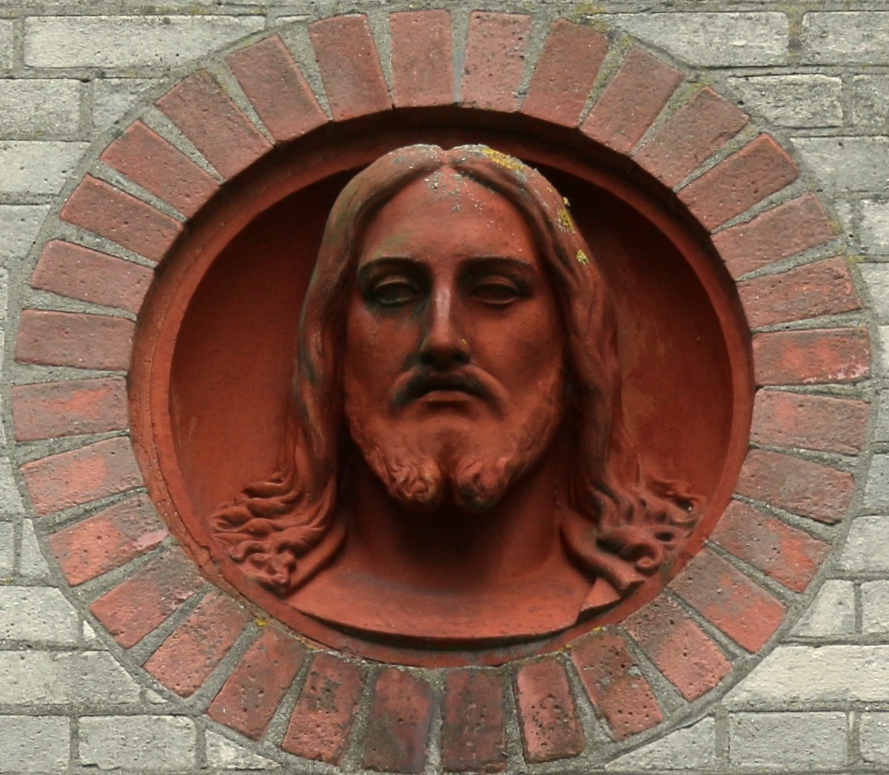
Christusrelief

#### Giebeltafel

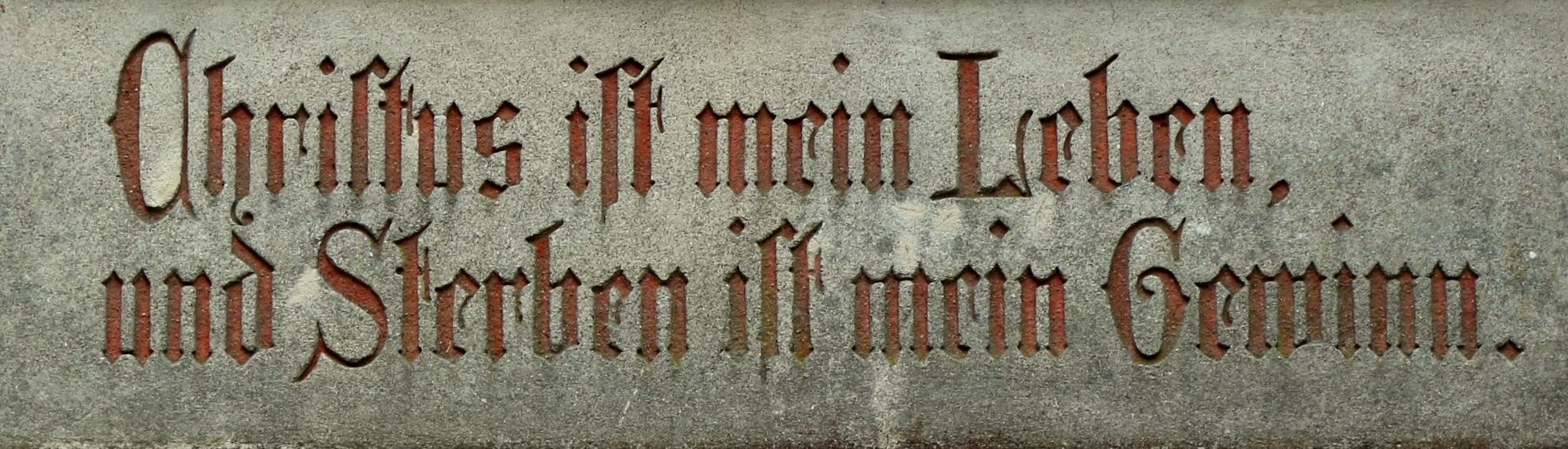
Inschrifttafel

### Innen

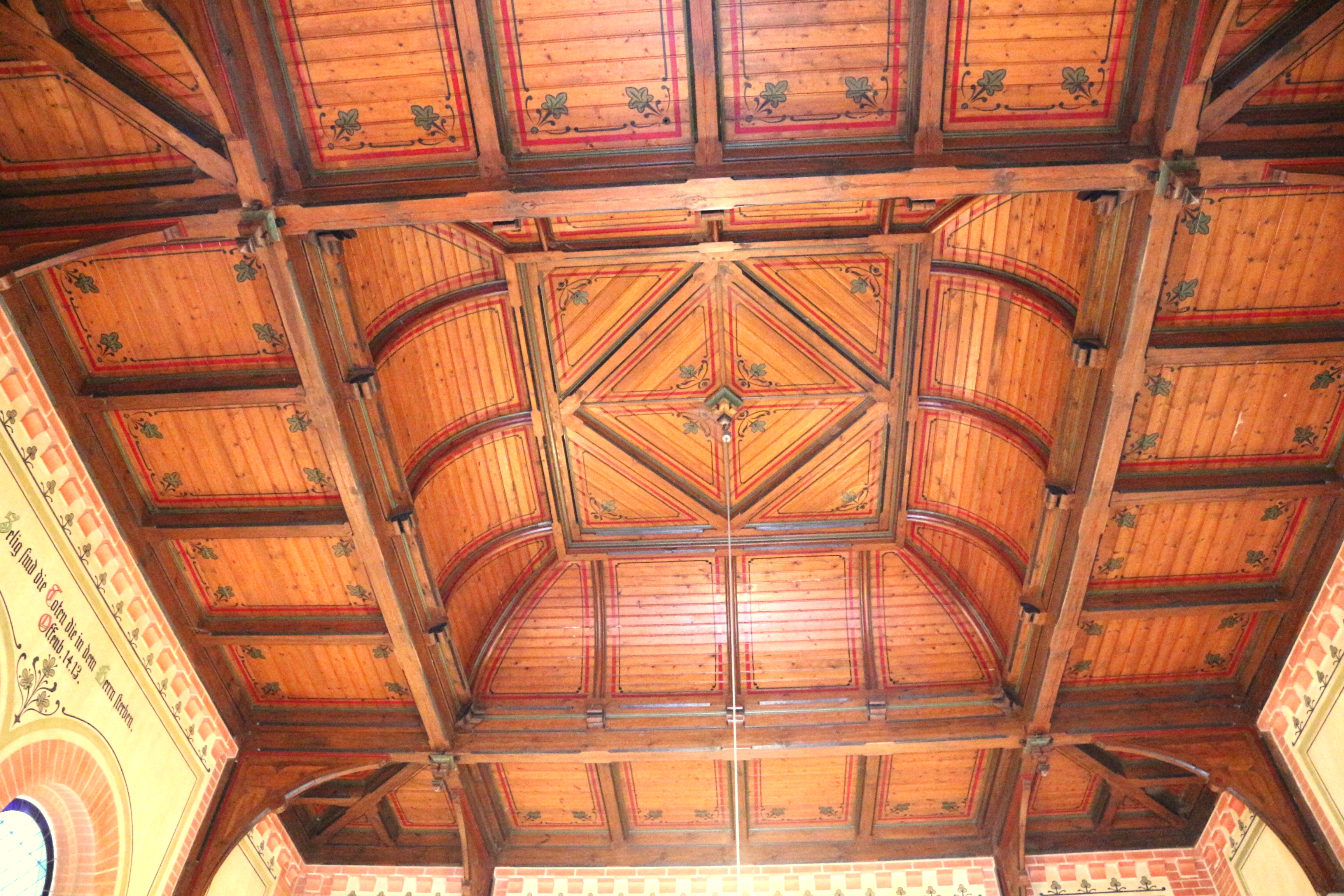
Kassettendecke

Im Inneren der Kapelle erhielten die Wände eine Fassung aus einem Leimfarbenanstrich, die über einer angedeuteten Sockelzone aus einer gemalten Verblendmauerwerksimitation besteht, die den Raum architektonisch gliedert. Die dabei entstehenden hellen Wandflächen sind von einem breiten grünen und einem schmaleren schwarzen Streifen gerahmt und werden z. T. durch Schrift, Zitate aus der Bibel, die sich auf den Tod beziehen, geschmückt. Der obere Wandabschluss wird von einem Fries aus einfachen Blattmotiven und leicht vorkragendend Konsolen verziert. Die Fassung des apsisartigen Raumes ist ähnlich, nur hier besteht die Rahmung der hellen Wandflächen aus einem violettfarbenen Streifen. Den oberen Abschluss des Kapellenraumes bildet eine auf hölzernen Konsolen ruhende Holzbalkendecke mit einer Schalung aus Profilbrettern. Ein Hängewerk trägt die fast wie eine Kuppel wirkende Deckenerhöhung, die aus einer großen Voute und dem Deckenspiegel besteht. Das Holz der Decke erhielt nach einer Grundierung aus Schellack eine Fassung in Ölfarbe, die aus einer begleitenden Umrahmung in grünen, roten und schwarzen Strichen der einzelnen Kassetten besteht. Ferner werden die Kassetten am äußeren Rand und am Spiegel der Decke noch zusätzlich mit einem einfachen Blattmotiv, das dem des oberen Wandfrieses gleicht, verziert.

#### Inschrift Eingangsportal

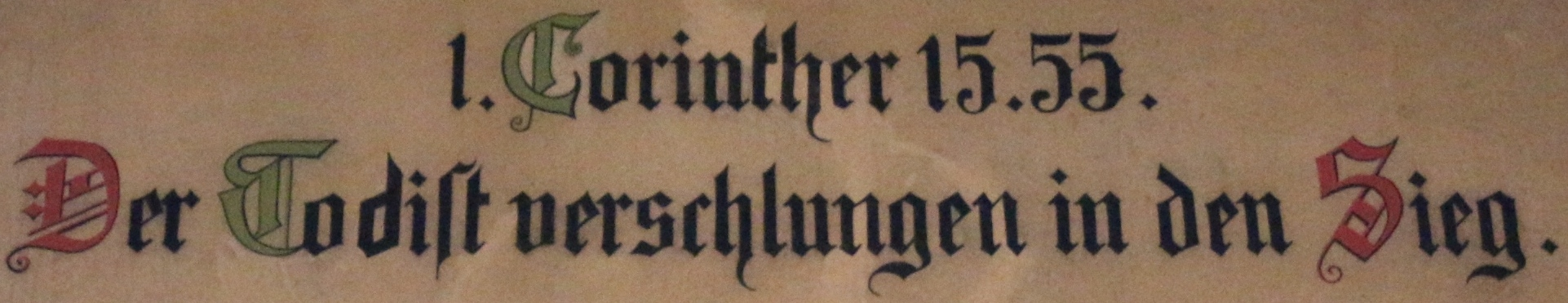
Inschrift Eingangsportal

#### Inschrift linke Wandfläche

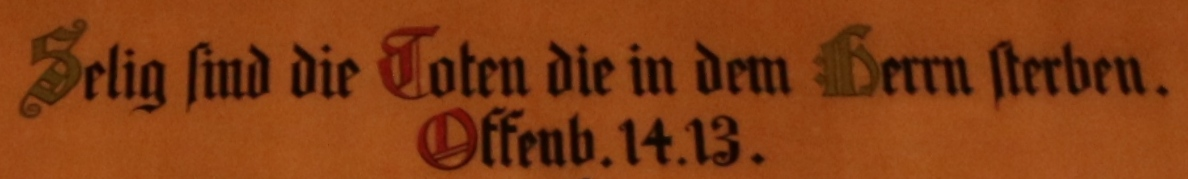
Inschrift linke Wandfläche

#### Inschriften Altarportal
linke Seite:
rechte Seite:

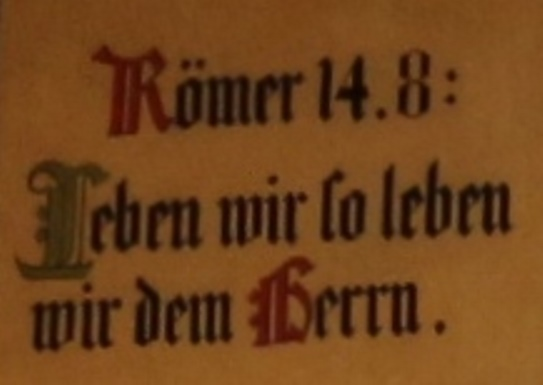
Inschrift Altarportal linke Seite
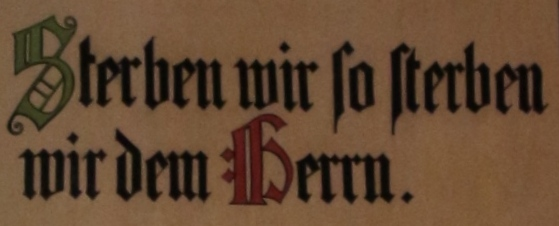
Inschrift Altarportal rechte Seite

#### Inschrift rechte Wandfläche

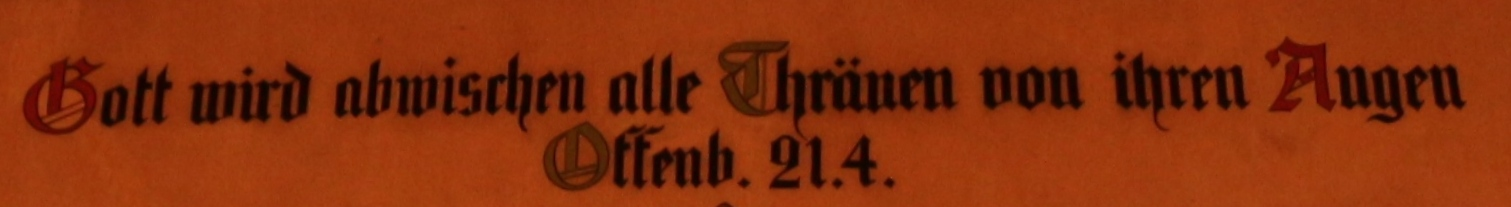
Inschrift rechte Wandfläche

## Ausstattung
- Altar „schlichter von zwei Fialen eingegrenzter Holzaltar mit Altarkreuz“
- Bleiglasfenster „Rundbogenfenster mit floralen Motiven und mittigem Kreuz“
- Gestühl „gestufte, hölzerne Sitzreihen, ähnlich einem Chorgestühl“
- Harmonium „Geschenk der Freimaurer-Loge „Urania zur Eintracht“ von 1934“

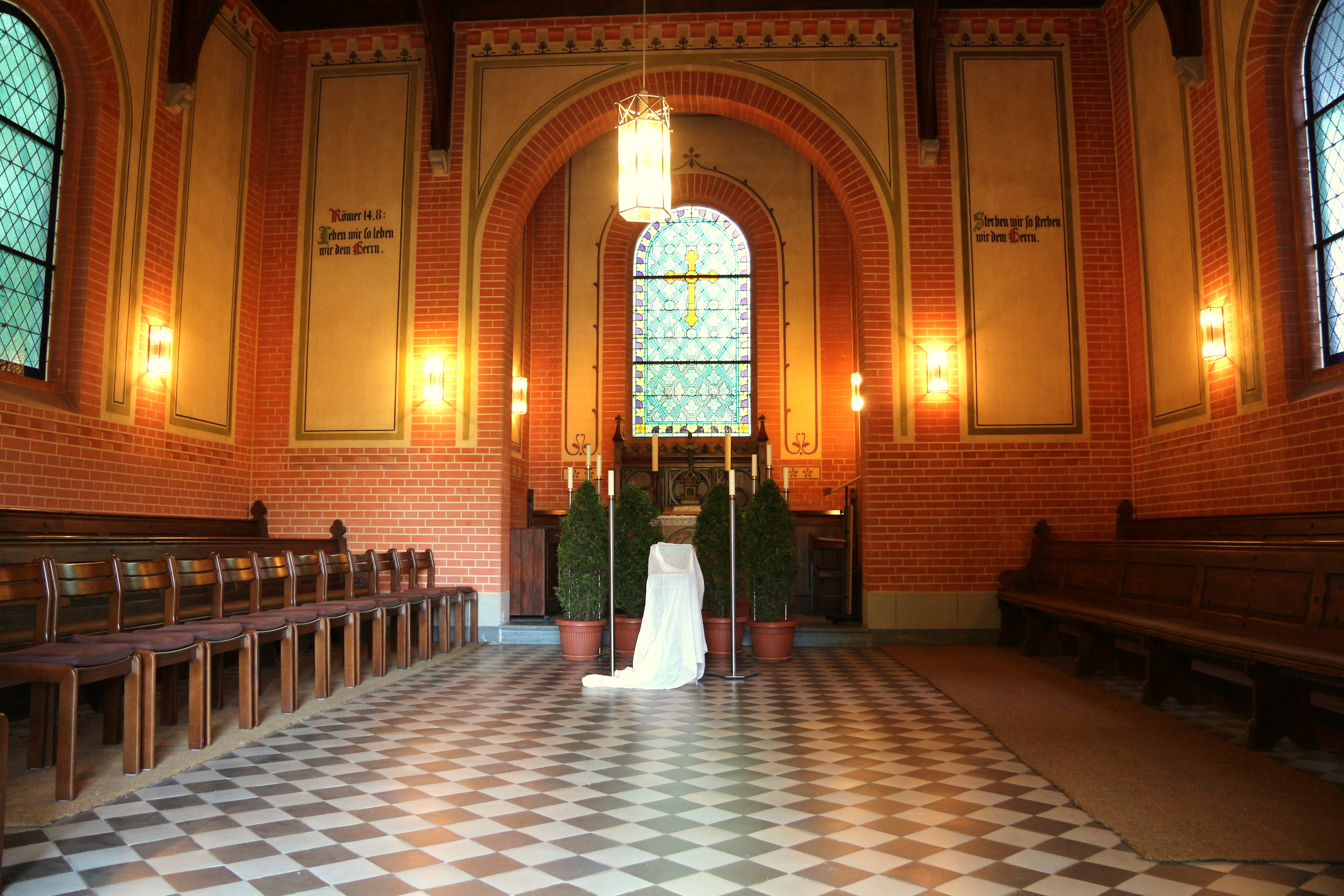
Innenraum
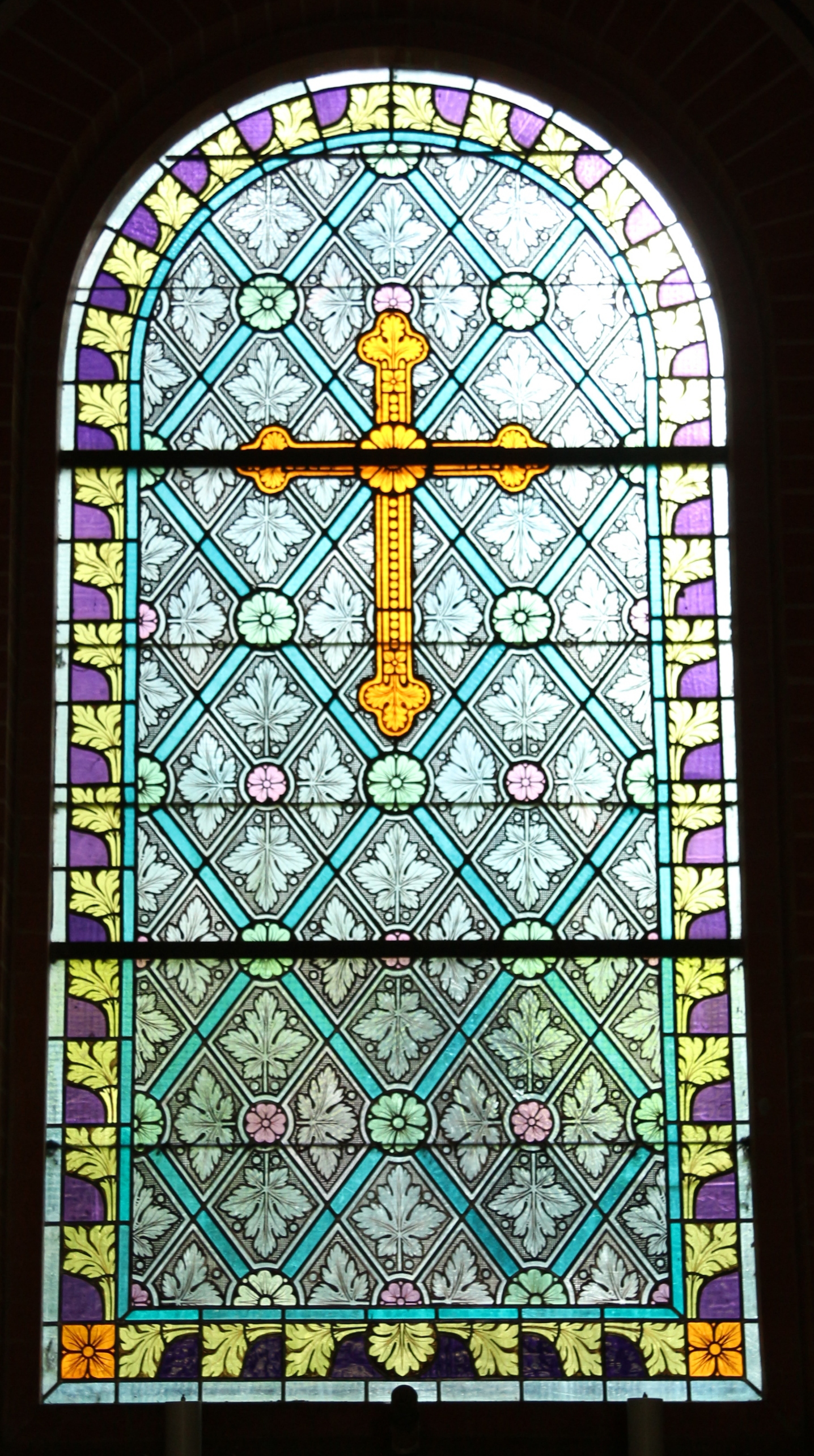
Bleiglasfenster
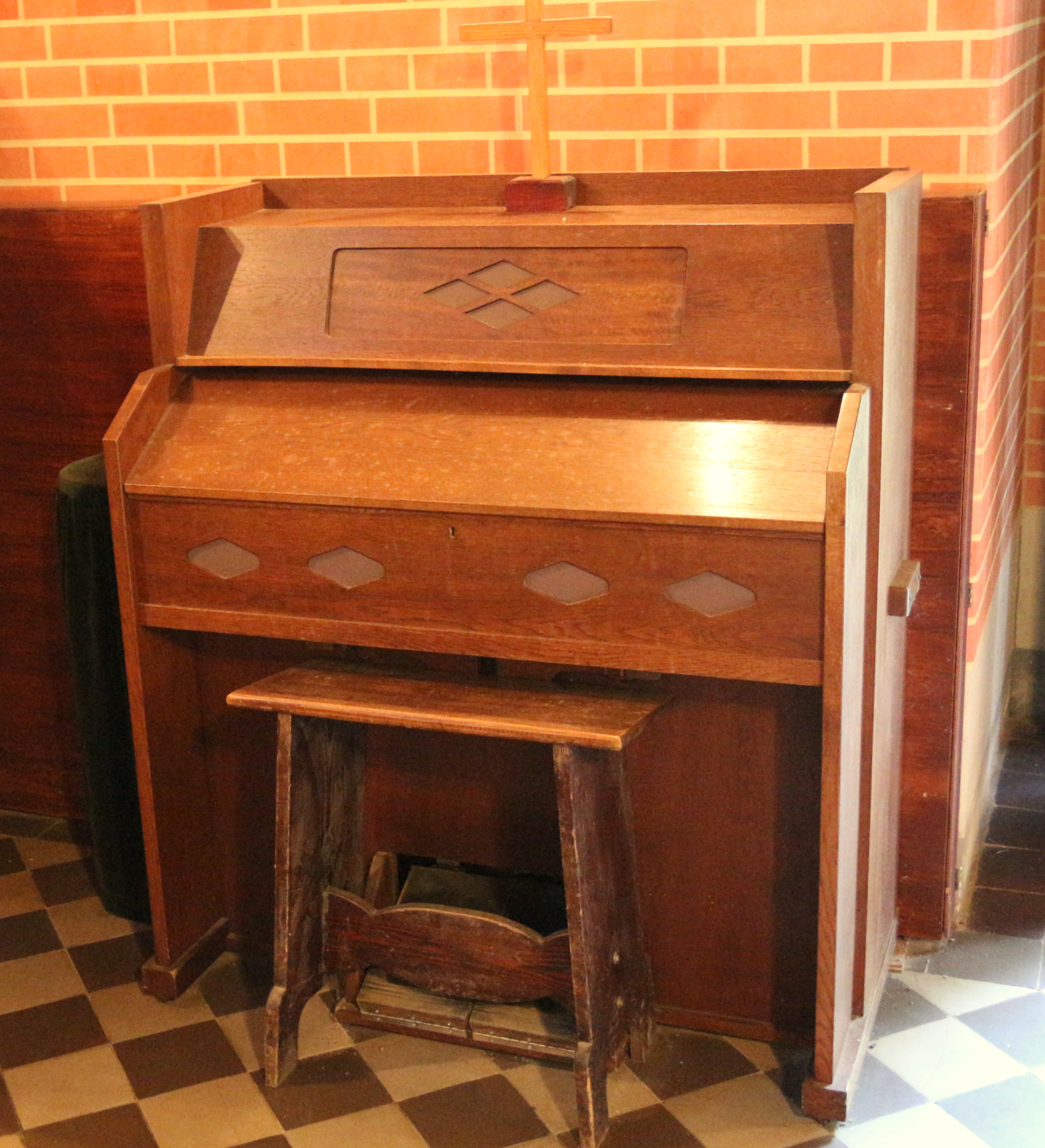
Harmonium

## Sanierung
Ein Gutachten im Jahr 1994 zeigte am Gebäude erhebliche Schäden. Daher wurde die Kapelle von 1994 bis 1997 durch die Denkmalpflege GmbH Güstrow restauriert. Bei den Restaurierungsarbeiten fand man an einer oberen Wandfläche im Eingangsrisalit die Signatur des Malers von 1907.

## Bützower Baudenkmal Nr. 0269
Dem Bützower Baudenkmal Nr. 0269 sind folgende Denkmale und Kleindenkmale untergliedert:
- Friedhof
- Friedhofskapelle
- Mausoleen
- Jüdischer Friedhof
- Ehrenfriedhof mit Mahnmal für Opfer des Nationalsozialismus
- Grabmal Ernst Mundt
- Grabmal Wilhelm Paschen und Frau
- Grabmal Heinrich Lenschau